# Faux cyrillique

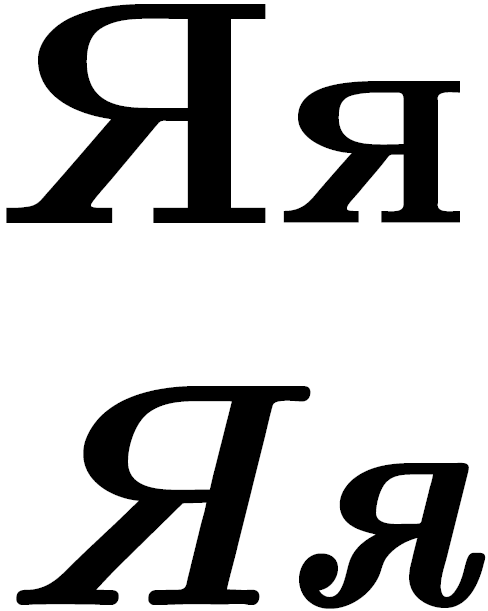
Я

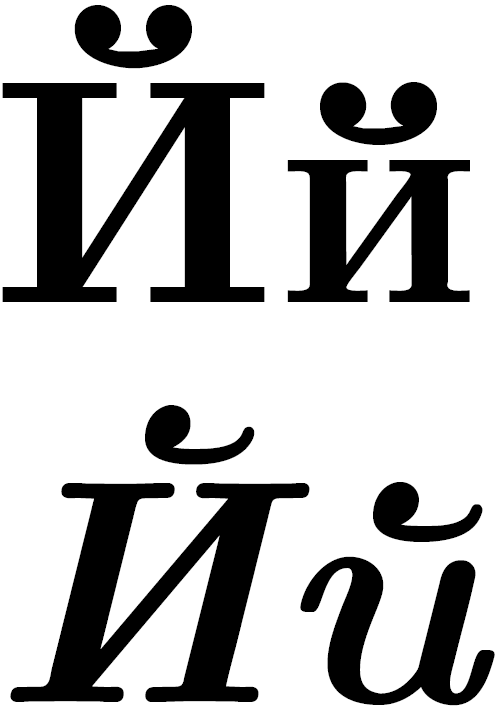
Й

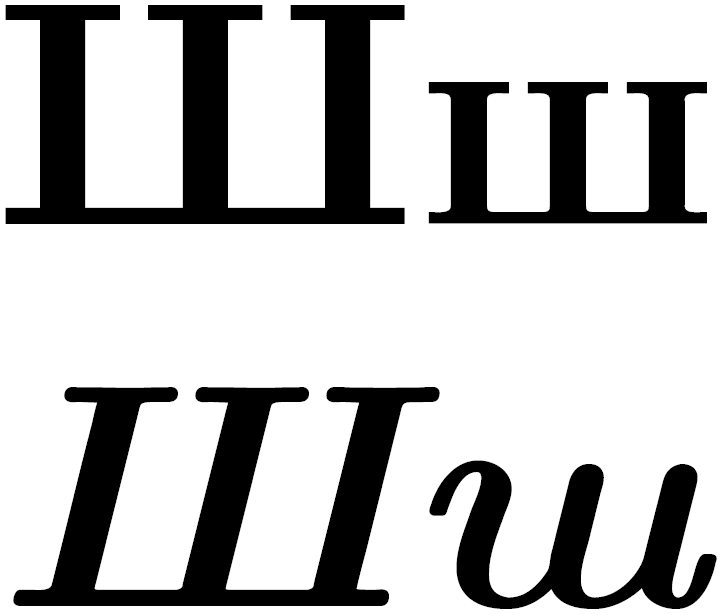
Ш

Les graphistes font parfois usage de la typographie faux cyrillique pour donner un style soviétique ou russe au texte. Il s'agit de remplacer des lettres latines par des lettres de l'alphabet cyrillique ressemblantes.
La manière la plus simple et la plus utilisée de ce faire est de remplacer les R et N majuscules par des Я et И. D'autres exemples : Ш pour W, Ц pour U, Г pour r minuscule, Ф pour O, Д pour A, et Ч ou У pour Y.
Ce style est normalement restreint au texte en toutes majuscules parce que les formes des lettres cyrilliques ne se mélangent pas aisément avec les minuscules latines.
C'est un style très utilisé, en particulier sur les couvertures de livres, dans les titres de films, la typographie des comics et des jeux vidéo basés sur un univers rappelant l'Europe orientale, l'Union soviétique ou la fédération de Russie. Un exemple ancien est le logo du film de Norman Jewison, Les Russes arrivent.
Toute typographie comportant des lettres cyrilliques n'est pas du faux cyrillique. Par exemple, la chaîne de magasins de jouets Toys “R” Us et le groupe KoЯn utilisent la lettre R latine à l'envers, dans le premier cas pour évoquer une écriture enfantine, et dans le second pour évoquer une crudité ironique. Le monogramme du groupe Nine Inch Nails, « NIИ », utilise un N latin à l'envers pour créer une symétrie formelle, à la façon d'un ambigramme miroir.

## Caractères utilisés
| Caractère cyrillique | Caractère latin remplacé | Vraie prononciation en russe |
| -------------------- | ------------------------ | ---------------------------- |
| Г                    | r, L                     | /g/ comme gâteau             |
| Д                    | A                        | /d/ comme donner             |
| З                    | E                        | /z/ comme zoo                |
| И                    | N                        | /i/ comme machine            |
| У                    | Y                        | /u/ comme rouler             |
| Ф                    | O                        | /f/ comme fier               |
| Ц                    | U                        | /t͡s/ comme tsar              |
| Ч                    | Y                        | /t͡ʃ/ comme atchoum           |
| Ш                    | W                        | /ʃ/ comme mouche             |
| Э                    | E                        | /ɛ/ comme écho               |
| Я                    | R                        | /ja/ comme pillard           |

## Exemples de faux cyrillique
- le troisième album du groupe Écossais

SIMPLE MIИDS 
EMPIЯES AИD DAИCE.
- Le jeu vidéo TETЯIS.
- APPAЯATCHIK, un fanzine.
- Le nom de Paul McCartney sur son album Снова в СССР (PAUL McCARTИEЧ).
- LЭИIИGЯAD COWBOYS, un groupe de rock de Finlande.
- Art sur les affiches pour le film Borat, leçons culturelles sur l'Amérique au profit glorieuse nation Kazakhstan. Le nom du personnage principal y est épelé BORДT ou BOЯДT.
- « SPIЯOU et FAИTASIO À MOSCOU, TOME & JAИЯY » sur la couverture de Spirou à Moscou, album de bandes dessinées de Tome et Janry.
- SUPERMAИ ЯED SOИ de Mark Millar
- Le logo du groupe de métal "Avatar", "ДVДTДR".

### Source
- (en) Cet article est partiellement ou en totalité issu de l’article de Wikipédia en anglais intitulé « Faux Cyrillic » (voir la liste des auteurs).